# Lingvistică comparativă
Lingvistica comparativă (sau lingvistica comparată, numită mai demult filologie comparată) este o ramură a lingvisticii istorice.
Ea studiază comparativ mai multe limbi pentru a putea explica legăturile istorice dintre ele, cauzele dezvoltării lor paralele, diferențierea și influențele reciproce în cursul istoriei lor.
Când reconstruiește o protolimbă, lingvistica comparativă folosește asteriscul (*) în fața oricărei forme neatestate. 

## Metodele
Tehnica de lucru fundamentală a lingvisticii comparative este compararea sistemelor fonetice, morfologice, sintactice și lexicul a două sau mai multe limbi. Metoda folosită prima dată a fost metoda comparativă, care a culminat în secolul al XIX-lea. Aceasta este o metodă sincronică. Mai există și o metodă diacronică, prin care se analizează cum s-a dezvoltat o singură limbă de-a lungul timpului.
Mai recent au fost dezvoltate metode statistice computaționale de testare a ipotezelor, care sunt înrudite atât cu metoda comparativă cât și cu statistica lexicală. 